# Dedza Dynamos FC
Der Dedza Dynamos Football Club ist ein malawischer Fußballverein aus Dedza. Aktuell (Stand Mai 2024) spielt der Verein in der ersten Liga.

## Geschichte
Der Verein wurde 2017 gegründet. Am Ende der Saison 2020/21 wurde man Meister der Central Region und stieg in die erste Liga auf. In ihrer ersten Erstligasaison belegte der Verein 2022 den neunten Tabellenplatz.

## Erfolge
- Central Region Football League: 2020/21  ▲

## Stadion
Der Verein trägt seine Heimspiele im Dedza Stadium in Dedza aus. Das Stadion hat ein Fassungsvermögen von 6000 Personen.